# Hippeastrum striatum
Hippeastrum striatum là một loài thực vật có hoa trong họ Amaryllidaceae. Loài này được (Lam.) H.E.Moore mô tả khoa học đầu tiên năm 1963.

## Hình ảnh

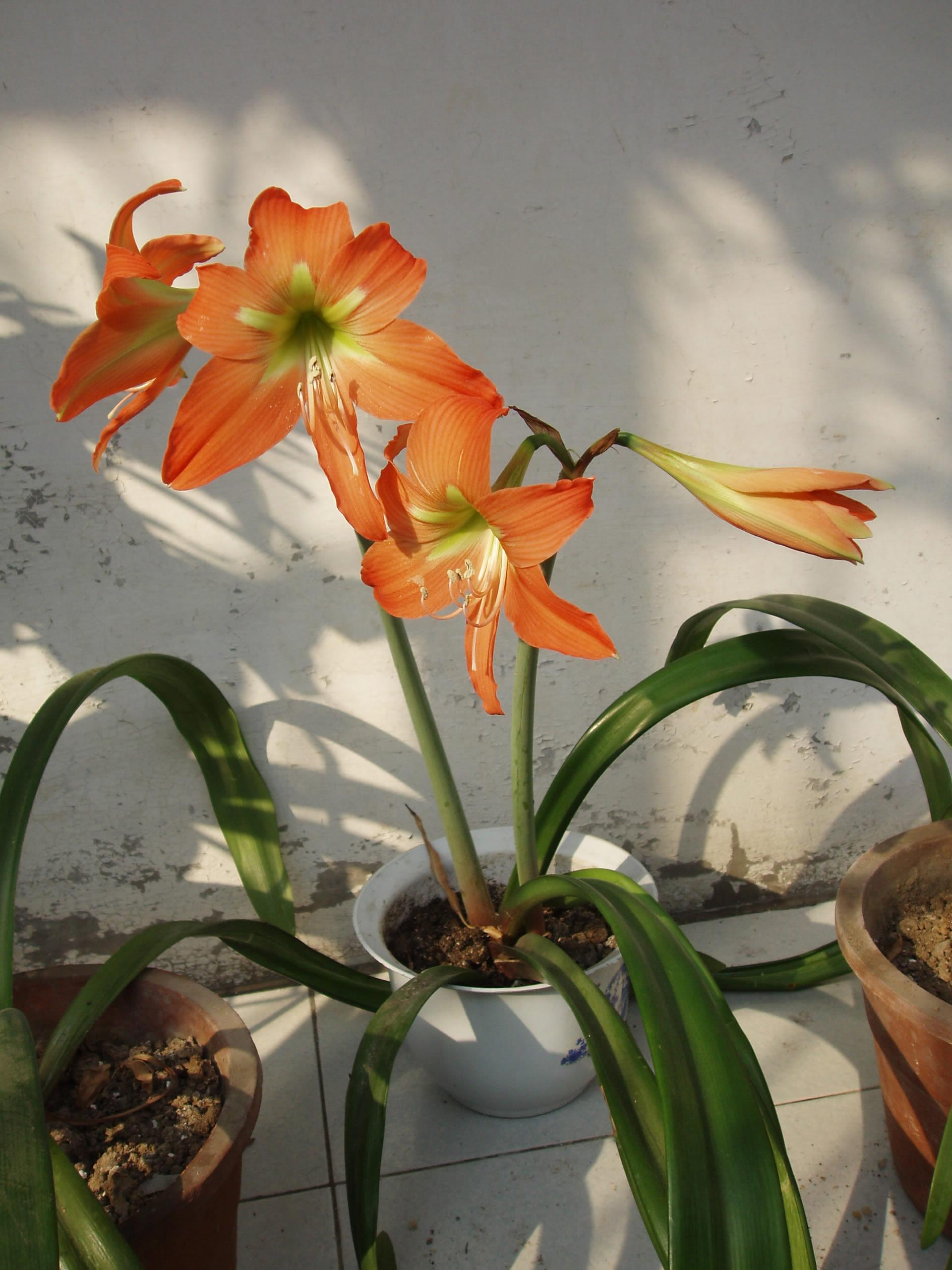
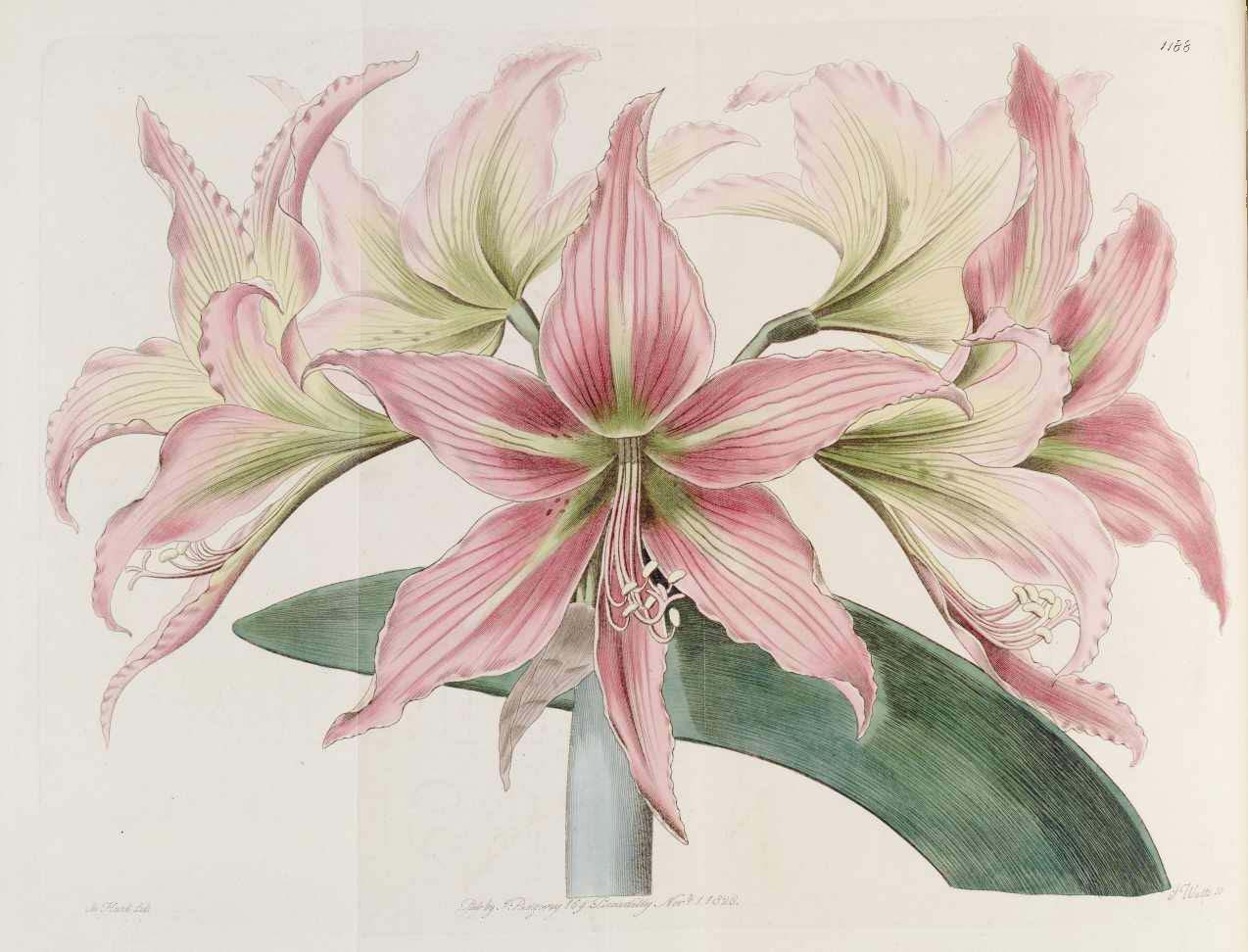
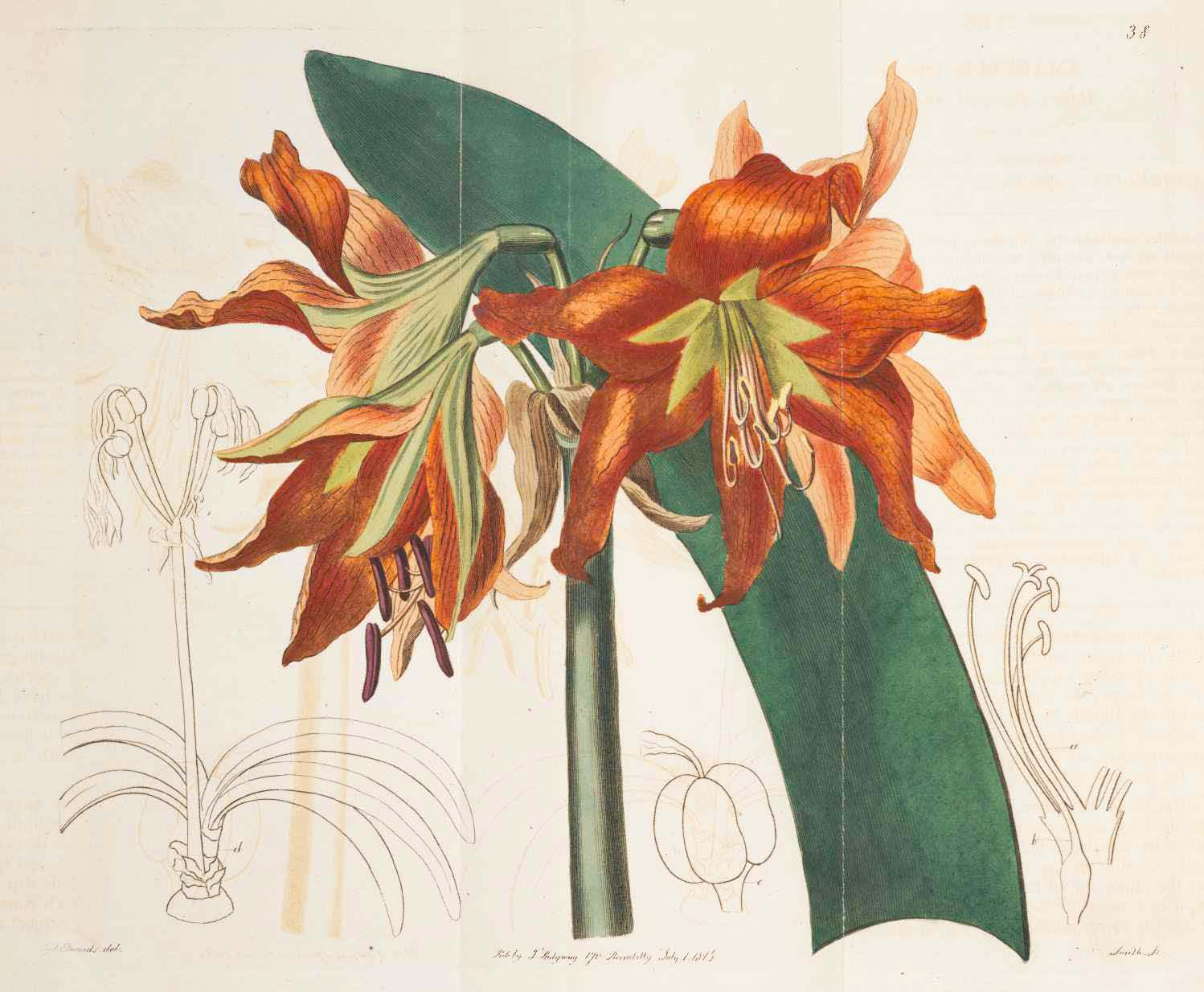

- Tập tin:2475 Hippeastrum striatum (as Hippeastrum subbarbatum).jpg